# Polystichum concinnum
Polystichum concinnum är en träjonväxtart som beskrevs av David Bruce Lellinger och Barrington. Polystichum concinnum ingår i släktet Polystichum och familjen Dryopteridaceae. Inga underarter finns listade.